# Grotta della Mottera
Grotta della Mottera – jaskinia krasowa w północno-zachodnich Włoszech, w Alpach Liguryjskich.
W Grotta della Mottera znajdują się 2 rozległe ciągi korytarzy oraz kominów, natomiast dnem płynie potok.